# Estatua de la Unidad

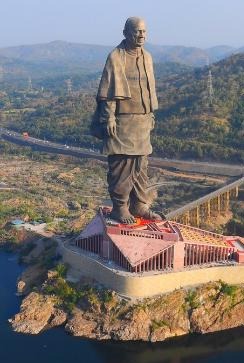
Vista aérea de la Estatua de la Unidad.

La Estatua de la Unidad es un monumento dedicado al político indio Sardar Vallabhbhai Patel (uno de los fundadores de la India moderna). La estatua está ubicada en el estado de Guyarat, India, junto al río Narmada. Con una altura de 182 metros, es actualmente la estatua más alta del mundo.
Como parte de la reforma de la isla de Sadhu Bet, además de la estatua, se construirá un monumento, un centro de visitantes, un jardín conmemorativo, un hotel, un centro de convenciones y un parque temático, además de centros de investigación e institutos.

## Construcción
El proyecto fue anunciado por primera vez el 7 de octubre de 2010. La altura total de la estatua, desde su base, es de 240 metros. La base posee una altura de 58 metros y la estatua es de 182 metros. Fue construida con una estructura de acero, hormigón armado de cemento y revestimiento de bronce. 
El consorcio Turner Construction (consultor del Burj Khalifa), Michael Graves y Asociados y Meinhardt Group supervisó el proyecto. Tomó cinco años finalizarlo, un año para la planificación, tres años para la construcción y dos meses para la entrega por el consorcio. El proyecto completo (la estatua y otros edificios como un monumento, centro de visitantes, jardín, hotel, centro de convenciones, el parque de atracciones y el instituto de investigación) costó alrededor 25 mil millones de rupias indias (US$ 420 millones de dólares). La primera fase del proyecto, incluyendo la construcción de la estatua principal, un puente que conecta la estatua a la orilla del río y la reconstrucción de la carretera de 12 kilómetros a lo largo de las riberas de los ríos se estima en 20.63 mil millones de rupias indias (US $ 340 millones de dólares). Las ofertas de licitación para la primera fase comenzaron a partir de octubre de 2013. La última fecha para la presentación de ofertas fue el 30 de noviembre de 2013. 
El monumento fue construido sobre un modelo PPP, con la mayor parte del dinero recaudado por la contribución privada. El Gobierno de Gujarat ha asignado Rs 100 millones de rupias para el proyecto en el presupuesto 2012-2013.
El entonces ministro jefe de Gujarat, Narendra Modi (en la actualidad primer ministro de la India), puso la primera piedra de la estatua el 31 de octubre de 2013, cuando se cumplía el aniversario 138 del nacimiento de Sardar Vallabhbhai Patel. Narendra Modi, junto con LK Advani, anunció al público que tras la finalización del proyecto, ésta sería la estatua más alta del mundo. La construcción comenzó el 26 de enero de 2014. Joe Menna, escultor digital estadounidense, estuvo a cargo del diseño de la estatua.

## Inauguración
El 31 de octubre de 2018, tras cinco años de trabajos, la estatua fue inaugurada, siendo ideada como un centro para turistas con hoteles, museos e, incluso, una flota de barcos que permiten acceder a la zona.

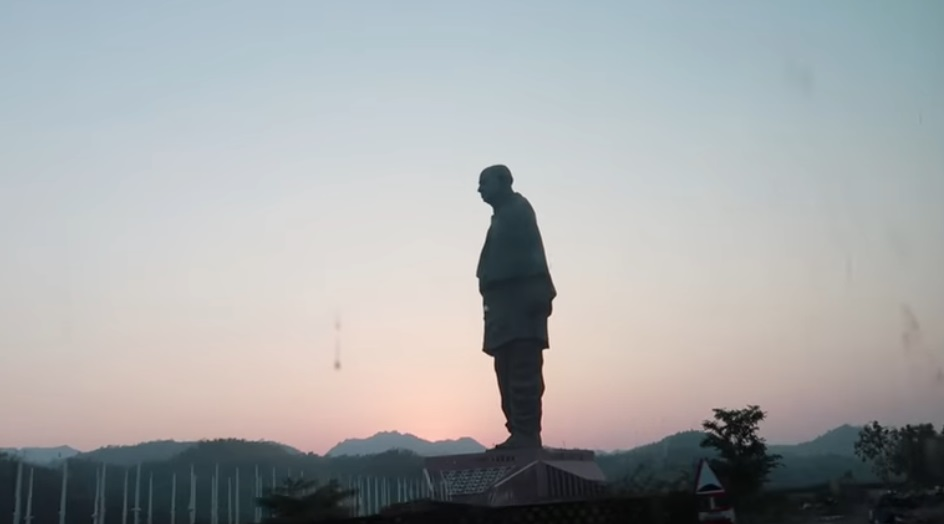
Estatua de la Unidad, vista desde la autopista
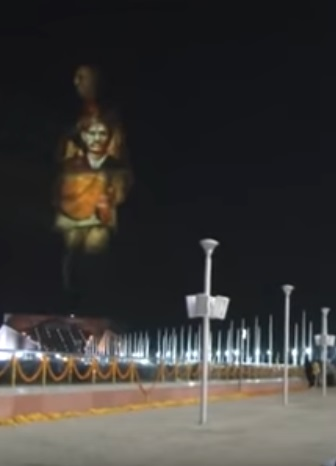
Espectáculo de luz y sonido
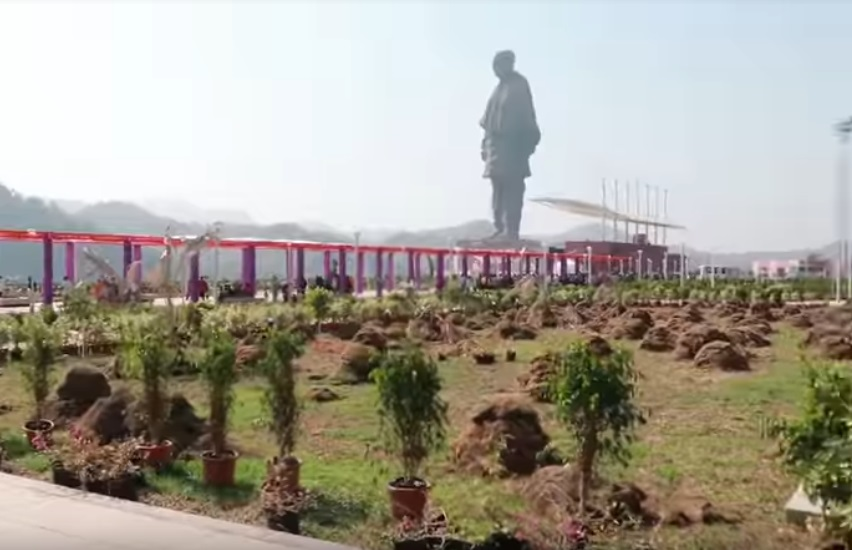
Estatua de la Unidad, como se ve a través del césped
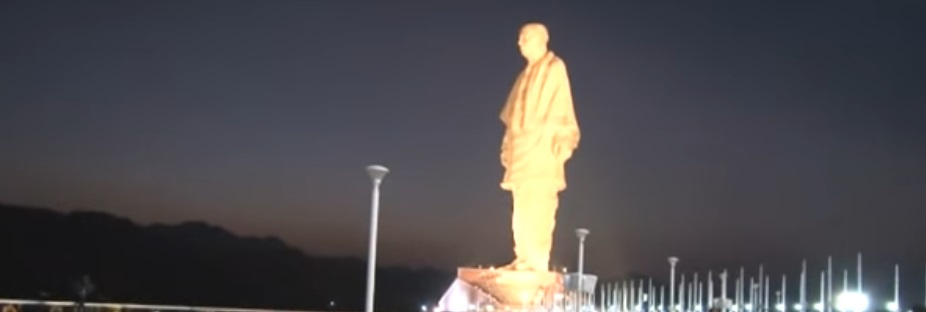
La estatua iluminada en la noche
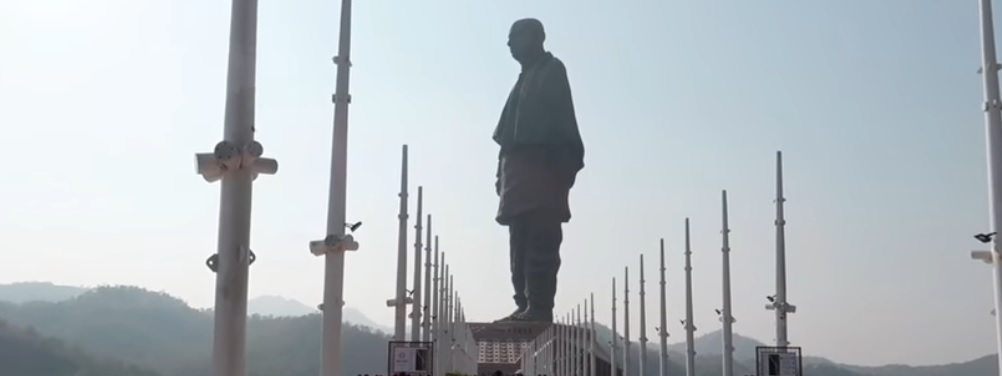
La estatua vista desde la acera de acceso pavimentada